# Reds
Reds er en film fra 1981, der handler om den amerikanske journalist og kommunist, John Reed og foregår under Oktoberrevolutionen i Rusland. Warren Beatty, der spiller hovedrollen som John Reed, har også instrueret filmen og fik en oscar for bedste instruktør for filmen. Manuskriptet er baseret på John Reeds bog Ti dage der rystede verden.

## Eksternt link
- Reds på Internet Movie Database (engelsk)
- Reds på Scope
- Reds i Svensk Filmdatabas (svensk)
- Reds på AlloCiné (fransk)
- Reds på MovieMeter (nederlandsk)
- Reds på AllMovie (engelsk)
- Reds hos American Film Institute (engelsk)
- Reds' profil hos Encyclopædia Britannica Online (engelsk)
- Reds på Turner Classic Movies (engelsk)
- Reds på The Movie Database (engelsk)

| Film | Spire Denne filmartikel er en spire som bør udbygges. Du er velkommen til at hjælpe Wikipedia ved at udvide den. |

1. ↑  Navnet er anført på engelsk og stammer fra Wikidata hvor navnet endnu ikke findes på dansk.
2. ↑  Navnet er anført på engelsk og stammer fra Wikidata hvor navnet endnu ikke findes på dansk.
3. ↑  Navnet er anført på engelsk og stammer fra Wikidata hvor navnet endnu ikke findes på dansk.